# Édouard Jean-Baptiste Milhaud
Édouard Jean-Baptiste Milhaud (Arpajon-sur-Cère, 10 luglio 1766 – Aurillac, 8 gennaio 1833) è stato un generale e politico francese.

## Biografia
Nato in una piccola località del Cantal, figlio di Louis Amilhaud e Marguerite Daudé, Milhaud fu nominato ufficiale nel 1789. Visse i primi anni della rivoluzione francese su posizioni estremiste: eletto alla Convenzione per il dipartimento del Cantal (1792), militò nelle file dei Montagnardi, frequentò il club dei Giacobini, nel processo a Luigi XVI (1793) votò per la morte del re, difese Jean-Paul Marat dagli attacchi dei Girondini. Nel 1793 fu inviato come commissario alle armate del Reno e delle Ardenne dove si distinse per la severità. Inviato nell'Armata dei Pirenei orientali, riuscì ad aiutare Dugommier nel ripristinare l'ordine. Adottò il nome «Cumin» che aveva trovato nel calendario rivoluzionario. Fu richiamato in Francia l'anno successivo: divenne membro del Comitato militare e si acquistò la nomea di buon amministratore.
Dopo la caduta di Robespierre (1794), ritornò a Parigi. Difese dalle accuse di atrocità nella Convenzione il rappresentante in missione Carrier, che peraltro era suo cugino, e fu l'unico a votare in suo favore. Rischiò egli stesso l'arresto, ma riuscì a salvarsi grazie all'intervento dei suoi colleghi del Comitato militare. Richiamato nell'esercito divenne comandante del V reggimento dei Dragoni e aggregato all'Armata d'Italia. Milhaud si distinse al Brenta (7 settembre) e nella battaglia di Bassano (8 settembre). L'anno successivo venne nuovamente accusato per il ruolo svolto durante il regime del Terrore, ma il Consiglio degli Anziani decise di non procedere nell'accusa. Milhaud prese parte attiva nella cospirazione che portò al colpo di Stato del 18 brumaio (1799) e divenne Capo di Stato Maggiore di Murat. Promosso generale di brigata nel gennaio 1800 fu impiegato nell'Armata d'Inghilterra, successivamente fu nominato comandante dell'VIII divisione militare in Vaucluse.
Ritornato in Italia, il 18 messidoro 1801 fu comandante militare della Repubblica Ligure e governatore di Mantova (1801) e di Genova (1803). Durante la guerra della terza coalizione servì sotto Gioacchino Murat nella campagna militare che sfociò nella grande battaglia di Austerlitz (2 dicembre 1805) alla quale prese parte. L'anno successivo, scoppiata della guerra della quarta coalizione, Milhaud si distinse a Jena. Alla fine del 1806 fu promosso generale di divisione e nel 1807 si distinse a Eylau. La sua attività attirò l'attenzione di Napoleone e, poiché Milhaud aveva già ottenuto la Legion d'onore, il 10 marzo venne nominato conte dell'Impero. Dal 1808 al 1811 combatté nella guerra d'indipendenza spagnola.
Nel novembre 1811 venne messo a riposo, ma nel giugno 1812 fu richiamato in servizio attivo e nominato comandante della XXV divisione militare. Nel 1813 comandò un corpo di cavalleria nella battaglia di Lipsia. Grazie alla sua esperienza nel comando, nel 1814 Milhaud divenne ispettore generale della cavalleria. Durante la Prima Restaurazione Luigi XVIII gli affidò il comando della XV divisione delle forze armate. Durante i cento giorni appoggiò Napoleone e nella campagna di Waterloo comandò il IV Corpo di Cavalleria. Alla battaglia di Ligny (16 giugno 1815) sfondò il centro dell'esercito prussiano con la sua divisione di corazzieri contribuendo così all'ultima vittoria di Napoleone. Due giorni dopo, nella battaglia di Waterloo (18 giugno 1815) sue divisioni parteciparono agli attacchi di cavalleria sul centro dell'esercito alleato che alla fine si conclusero con un insuccesso.
Dopo la seconda restaurazione Milhaud fu bandito dal re Luigi XVIII come regicida. Dopo la rivoluzione di luglio 1830, fu richiamato in Francia, ma morì l'8 gennaio 1833 a Aurillac.